# Теорија моралног развоја Лоренса Колберга
Стадијуми моралног развоја Лоренса Колберга представљају адаптацију психолошке теорије коју је првобитно осмислио швајцарски психолог Жан Пијаже. Колберг је почео да ради на овој теми док је био постдипломски студент психологије на Универзитету у Чикагу 1958. године и разрађивао је теорију читавог свог живота.
Теорија заговара да је морално расуђивање, неопходан (али не и довољан) услов за етичко понашање, има шест развојних фаза, од којих је свака адекватнија да одговори на моралне дилеме од претходне. Колберг је далеко пратио развој моралног расуђивања, изван времена које је раније проучавао Пијаже, који је такође тврдио да се логика и морал развијају кроз конструктивне фазе. Проширујући Пијажеов рад, Колберг је утврдио да се процес моралног развоја првенствено бави правдом и да се наставља све време живот појединца, појам који је довео до дијалога о филозофским импликацијама таквог истраживања.

## Стадијуми
Шест Колбергаових стадијума опћенито се може груписати у три нивоа од по две фазе: предконвенционална, конвенционална и постконвенционална. Следећи Пијажеове конструктивистичке захтеве за поступним моделом описаним у његовој теорији когнитивног развоја, изузетно је редак регресивни процес, тј. губитак способности коришћења виших степени. Стадијум се не могу пропустити; сваки од њих отвара нову и неопходну перспективу, свеобухватнију и диференциранију од претходних, али такође интегрисану са њима.
Стадијум 1 (Предконвенционални)
1. Оријентација на послушност и кажњавање
(Како могу да избегнем казну?)
2. Оријентација на самоинтерес
(Какву корист ја имам?)
(Плаћање користи)
Стадијум 2 (Конвенционални)
3. Међуљудска сагласност и конформност
(Друштвене норме)
(Понашање доброг дечака/девојчице)
4. Оријентација на ауторитет и одржавање друштвеног поретка
(Закон и морал реда)
Стадијум 3 (Постконвенционални)
5. Оријентација на друштвени уговор
6. Универзални етички принципи
(Принципијелна савест)
Разумевање стечено у сваком стадијуму одржава се у каснијим стадијумима, међутим особама у каснијим стадијумима почетни стадијуми могу сматрати поједностављеним, лишеним довољно пажње на детаље.